# Beni Khellad
Beni Khellad è un comune dell'Algeria, situato nella provincia di Tlemcen. Confina a nord con il mar Mediterraneo, ad ovest con Honaïne, a sud con Beni Ouarsous, ed ad est con Remchi e Sebaa Chioukh.

## Trasporti ed infrastrutture
L'abitato è collegato tramite la W104 ad Honaïne.

## Geografia antropica
Il comune, capoluogo dell'omonimo distretto, è stato istituito nel 1984.
Località del comune sono:
- Souk El Khemis
- Sidi Driss Mezaourou
- Kreima
- Nedjadra
- Zones éparses
- Aïn Merika
- Ouled Amar
- Ouled Azouz
- El Kabar